# School of X
School Of X er kunstnernavnet for musiker Rasmus Torp Littauer (født 8. december 1989). Rasmus Torp Littauer er kendt som trommeslager hos navne som Mø, The Asteroids Galaxy Tour, Broke, Soleima og Reptile Youth.  Som solist bevæger han sig i området indierock og dreampop. Han debuterede som solist i 2016 med singlen ”Las Vegas”. Samme år spillede han sin første solokoncert, efter i årevis at have turneret med Mø.
I 2017 udkom School Of X med EP’en Faded Dream. En EP, der ud over singlen Las Vegas, indeholdt 4 ny numre. Især nummeret Words opnåede en del afspilninger hos DR.

## Destiny
School of X album-debuterede med Destiny i 2019. En et album med i alt 7 numre. Destiny er noteret som album men omtales som EP hos Soundvenue, der giver 4 stjerne, og omtaler Destiny som ”en kaoteisk og melodisk EP”  Albummet blev udgivet på det danske label Tambourhinoceros. Året efter blev et spinoff Interpretations of Destiny udgivet. Her fortolker en række kunstnere numrene fra Destiny. Albummet udkom i 2020. Blandt de medvirkende er Trentemøller, Soleima og Vera.

## Armlock
Albummet Armlock fra 2020 har 9 numre og en spilletid på 33 minutter. Armlock fik fine anmeldelser hos både Soundvenue (5/6 stjerner), Gaffa (4/6), Side33 (5/6)  og Bandsoftomorrow (4/5). Sidstnænte beskriver at ” School of X navigerer i et eksplosivt følelsesspektrum”. Soundvenue fremhæver, at albummet peger bagud mod 00’ernes indiepop.  Armlock byder på samarbejder med blandt andet Lord Siva (singlen Collarbone) og Soleima (nummeret Parking Lot).  Label: Tambourhinoceros.

## Dancing Through The Void
Albummet Dancing Through the Void fra 2021 har 11 numre og en spilletid. Albummet blev vel modtaget af musikpressen Gaffa giver 5/6 stjerne, Side33.dk giver 4,5/6 mens bandsoftomorrow.com giver 3,5/5. Igen bydes der på samarbejder (Kim Tee, Lies). Label: Tambourhinoceros

## Diskografi[13]

### Albums
- Destiny (2019)
- Interpretations of Destiny (2020)
- Armlock (2020)
- Dancint Through The Void (2021)

### EP
- Faded Dream (2017)

### Singler
- Destiny (2019)
- Write My Name (2019)
- Write My Name (Trentemøller Rework)
- Collarbone (2020)
- Bad Love (2020)
- Forgot Me On The Moon (2020)
- Away (2021)
- Feel of It (2021)
- Race for Caress (2021)
- New Friend (2021)